# IC 3880
IC 3880 је елиптична галаксија у сазвјежђу Береникина коса која се налази на листи објеката дубоког неба у Индекс каталогу.
Деклинација објекта је + 22° 30' 10" а ректасцензија 12h 54m 47,9s. Привидна величина (магнитуда) објекта IC 3880 износи 16,8 а фотографска магнитуда 17,8. IC 3880 је још познат и под ознакама NPM1G +22.0393, PGC 1671124.